# Simon Faddoul
Simon Faddoul (* 7. Januar 1958 in Dik El Mehdi, Libanon) ist ein libanesischer Geistlicher und maronitischer Bischof von Ibadan.

## Leben
Simon Faddoul empfing am 9. August 1987 das Sakrament der Priesterweihe.
Am 13. Januar 2014 ernannte ihn Papst Franziskus zum  Apostolischen Exarchen von West- und Zentralafrika (ohne ihm jedoch die Bischofswürde zu verleihen) und zum Apostolischen Visitator für das südliche Afrika.
Mit der Erhebung des Exarchats zur Eparchie Verkündigung des Herrn Ibadan ernannte ihn Papst Franziskus am 28. Februar 2018 zu deren erstem Diözesanbischof. Die Bischofsweihe spendete ihm der Maronitische Patriarch von Antiochien, Béchara Pierre Kardinal Raï, am 7. April desselben Jahres.